# CEV Challenge Cup 2016–2017 (damer)
CEV Challenge Cup 2016-2017 utspelade sig mellan 12 december 2016 och 16 april 2017. Det var den 37:e upplagan av CEV Challenge Cup, arrangerad av Confédération Européenne de Volleyball. I turneringen deltog 32 lag. Bursa BBSK vann tävlingen för andra gången.

## Regelverk
Tävlingen spelas i cupformat, med en kvalificeringsrunda "andra omgången" och därefter spel från sextondelsfinaler och vidare steg för steg till final. Alla möten spelades som dubbelmöten (hemma och borta). Poäng fördelades enligt vanliga volleybollregler (3 poäng för vinst 3-0 eller 3-1 i set, 2 poäng för vinst 3-2 i set, 1 poäng för förlust 2-3 i set och 0 poäng för förlust 1-3 eller 0-3 i set). Om bägge lagen fick lika många poäng avgjordes mötet med ett golden set)..

## Deltagande lag
| - UVC Graz - VB NÖ Sokol Post - PSV Salzburg - Asterix Avo Beveren - Charleroi Volley - VC Oudegem - VK Levski Sofia - AEL Limassol | - OK Marina Kaštela - OK Poreč - LP Kangasala - Oriveden Ponnistus - ASPTT Mulhouse - Schweriner SC - Olympiakos SFP - Pannaxiakos AON | - KV Srbica - Randaberg IL - AVC Famalicão - VK Královo Pole - TJ Ostrava - CSM București - CS Știința Bacău - ZHVK Jenisej | - Bratislavský VK - VK Slávia EU Bratislava - CV Haris - CV Logroño - NUC Volleyball - Bursa BBSK - Çanakkale BSK - Vasas SC |  |

## Torneo

### Sextondelsfinaler

#### Match 1
| 14 december 2016 Sala Sporturilor, Bacău Speltid 1h:44 - Åskådare 400                 | CS Știința Bacău        | 1 - 3 | Bursa BBSK       | 25-19, 14-25, 22-25, 18-25        |
| 14 december 2016 Športová hala Mladosť, Bratislava Speltid 1h:50 - Åskådare 400       | VK Slávia EU Bratislava | 3 - 1 | UVC Graz         | 28-30, 25-20, 25-19, 25-15        |
| 14 december 2016 Palacio de La Rioja, Logroño Speltid 1h:23 - Åskådare 950            | CV Logroño              | 3 - 0 | AVC Famalicão    | 26-24, 25-16, 25-15               |
| 14 december 2016 Pabellón Pablos de Abril, La Laguna Speltid 1h:44 - Åskådare 750     | CV Haris                | 1 - 3 | Charleroi Volley | 12-25, 25-16, 20-25, 23-25        |
| 14 december 2016 Sporthal Sint-Gillis, Dendermonde Speltid 1h:09 - Åskådare 410       | VC Oudegem              | 0 - 3 | NUC Volleyball   | 19-25, 16-25, 22-25               |
| 15 december 2016 LTV AEL, Limassol Speltid 1h:22 - Åskådare 500                       | AEL Limassol            | 3 - 0 | Bratislavský VK  | 25-22, 25-22, 25-18               |
| 14 december 2016 Randaberghallen, Randaberg Speltid 1h:12 - Åskådare 100              | Randaberg IL            | 0 - 3 | LP Kangasala     | 14-25, 15-25, 15-25               |
| 14 december 2016 Tampere Areena, Tammerfors Speltid 1h:15 - Åskådare 524              | Oriveden Ponnistus      | 0 - 3 | Schweriner SC    | 13-25, 20-25, 15-25               |
| 12 januari 2017 De Meerminnen, Beveren Speltid 1h:40 - Åskådare 212                   | Asterix Avo Beveren     | 3 - 1 | ASPTT Mulhouse   | 20-25, 25-20, 25-20, 25-18        |
| 14 december 2016 Pallati i Rinisë dhe Sporteve, Pristina Speltid 1h:43 - Åskådare 300 | KV Srbica               | 1 - 3 | Vasas SC         | 19-25, 19-25, 25-23, 14-25        |
| 14 december 2016 Anafartalar Spor Salonu, Çanakkale Speltid 0h:59 - Åskådare 800      | Çanakkale BSK           | 3 - 0 | VK Levski Sofia  | 25-8, 25-12, 25-15                |
| 14 december 2016 Melina Merkourī Hall, Rentis Speltid 1h:26 - Åskådare 600            | Olympiakos SFP          | 3 - 0 | CSM București    | 25-23, 25-18, 25-22               |
| 14 december 2016 SRC Veli Jože, Parenzo Speltid 1h:21 - Åskådare 250                  | OK Poreč                | 0 - 3 | TJ Ostrava       | 16-25, 17-25, 10-25               |
| 14 december 2016 Městská Hala Vodova, Brno Speltid 1h:21 - Åskådare 270               | VK Královo Pole         | 3 - 0 | VB NÖ Sokol Post | 25-19, 25-22, 25-17               |
| 14 december 2016 Gradska Dvorana, Kaštel Gomilica Speltid 2h:04 - Åskådare 220        | OK Marina Kaštela       | 3 - 2 | PSV Salzburg     | 25-15, 25-21, 18-25, 22-25, 15-13 |
| - Speltid 0 - Åskådare 0                                                              | Pannaxiakos AON         | 0 - 3 | ZHVK Jenisej     | 0-25, 0-25, 0-25                  |

#### Match 2
| 11 januari 2017 Cengiz Göllü Kapalı Spor Salonu, Bursa Speltid 1h:36 - Åskådare 350       | Bursa BBSK       | 3 - 1 | CS Știința Bacău        | 25-15, 25-17, 18-25, 25-23                  |
| 17 januari 2017 Bluebox, Graz Speltid 1h:56 - Åskådare 350                                | UVC Graz         | 1 - 3 | VK Slávia EU Bratislava | 23-25, 25-22, 29-31, 18-25                  |
| 11 januari 2017 Pavilhão das Lameiras, Vila Nova Speltid 1h:50 - Åskådare 500             | AVC Famalicão    | 1 - 3 | CV Logroño              | 14-25, 22-25, 25-21, 24-26                  |
| 12 januari 2017 Spiroudome, Charleroi Speltid 2h:15 - Åskådare 450                        | Charleroi Volley | 2 - 3 | CV Haris                | 28-30, 25-22, 18-25, 25-20, 12-15           |
| 12 januari 2017 Halle de Sports de la Riveraine, Neuchâtel Speltid 1h:12 - Åskådare 1 340 | NUC Volleyball   | 3 - 0 | VC Oudegem              | 25-23, 25-19, 25-15                         |
| 12 januari 2017 Sport Hall Komenského, Pezinok Speltid 1h:49 - Åskådare 230               | Bratislavský VK  | 3 - 1 | AEL Limassol            | 25-27, 25-22, 25-18, 25-14 Golden set: 5-15 |
| 11 januari 2017 Pitkäjärven liikuntahalli, Kangasala Speltid 1h:16 - Åskådare 475         | LP Kangasala     | 3 - 0 | Randaberg IL            | 25-23, 25-14, 25-17                         |
| 11 januari 2017 ARENA Schwerin, Schwerin Speltid 1h:17 - Åskådare 1 048                   | Schweriner SC    | 3 - 0 | Oriveden Ponnistus      | 25-20, 25-21, 25-13                         |
| 14 december 2016 Palais des Sports, Mulhouse Speltid 1h:41 - Åskådare 1 860               | ASPTT Mulhouse   | 1 - 3 | Asterix Avo Beveren     | 19-25, 25-19, 20-25, 19-25                  |
| 10 januari 2017 Vasas Sportcsarnok, Budapest Speltid 1h:01 - Åskådare 150                 | Vasas SC         | 3 - 0 | KV Srbica               | 25-14, 25-11, 25-13                         |
| 10 januari 2017 Hristo Botev Hall, Sofia Speltid 0h:55 - Åskådare 100                     | VK Levski Sofia  | 0 - 3 | Çanakkale BSK           | 12-25, 12-25, 18-25                         |
| 11 januari 2017 Elite & Performance Sport Hall, Bukarest Speltid 1h:17 - Åskådare 400     | CSM București    | 0 - 3 | Olympiakos SFP          | 23-25, 20-25, 20-25                         |
| 11 januari 2017 Tělovýchovná jednota Ostrava, Ostrava Speltid 1h:14 - Åskådare 250        | TJ Ostrava       | 3 - 0 | OK Poreč                | 25-17, 25-11, 25-21                         |
| 11 januari 2017 Sporthalle Brigittenau, Wien Speltid 1h:52 - Åskådare 400                 | VB NÖ Sokol Post | 1 - 3 | VK Královo Pole         | 28-26, 21-25, 16-25, 23-25                  |
| 11 januari 2017 Universitäts- u Landessportzentrum, Hallein Speltid 1h:30 - Åskådare 400  | PSV Salzburg     | 0 - 3 | OK Marina Kaštela       | 25-27, 14-25, 23-25                         |
| - Speltid 0 - Åskådare 0                                                                  | ZHVK Jenisej     | 3 - 0 | Pannaxiakos AON         | 25-0, 25-0, 25-0                            |

#### Kvalificerade lag
| - VK Slávia EU Bratislava - VK Královo Pole - Vasas SC - Bursa BBSK - Çanakkale BSK - Charleroi Volley - Olympiakos SFP - LP Kangasala | - Asterix Avo Beveren - ZHVK Jenisej - AEL Limassol - OK Marina Kaštela - CV Logroño - NUC Volleyball - TJ Ostrava - Schweriner SC |

### Åttondelsfinaler

#### Match 1
| 25 januari 2017 Športová hala Mladosť, Bratislava Speltid 1h:17 - Åskådare 550            | VK Slávia EU Bratislava | 0 - 3 | Bursa BBSK        | 15-25, 18-25, 15-25              |
| 25 januari 2017 Palacio de La Rioja, Logroño Speltid 1h:33 - Åskådare 1 800               | CV Logroño              | 3 - 1 | Charleroi Volley  | 25-17, 23-25, 25-14, 25-23       |
| 25 januari 2017 Halle de Sports de la Riveraine, Neuchâtel Speltid 1h:40 - Åskådare 1 300 | NUC Volleyball          | 3 - 1 | AEL Limassol      | 25-27, 25-22, 25-16, 25-21       |
| 24 januari 2017 ARENA Schwerin, Schwerin Speltid 1h:15 - Åskådare 1 177                   | Schweriner SC           | 3 - 0 | LP Kangasala      | 25-18, 25-14, 25-20              |
| 25 januari 2017 De Meerminnen, Beveren Speltid 1h:44 - Åskådare 200                       | Asterix Avo Beveren     | 3 - 1 | Vasas SC          | 25-22, 25-17, 18-25, 25-20       |
| 24 januari 2017 Anafartalar Spor Salonu, Çanakkale Speltid 1h:59 - Åskådare 1 200         | Çanakkale BSK           | 2 - 3 | Olympiakos SFP    | 20-25, 24-26, 25-15, 25-19, 9-15 |
| 25 januari 2017 Tělovýchovná jednota Ostrava, Ostrava Speltid 1h:13 - Åskådare 300        | TJ Ostrava              | 3 - 0 | VK Královo Pole   | 25-14, 25-21, 25-12              |
| 25 januari 2017 Dom Sporta imeni Dvorkina, Krasnojarsk Speltid 1h:05 - Åskådare 1 000     | ZHVK Jenisej            | 3 - 0 | OK Marina Kaštela | 25-17, 25-17, 25-13              |

#### Match 2
| 8 februari 2017 Cengiz Göllü Kapalı Spor Salonu, Bursa Speltid 1h:39 - Åskådare 800 | Bursa BBSK        | 3 - 1 | VK Slávia EU Bratislava | 25-13, 25-14, 23-25, 25-22        |
| 9 februari 2017 Spiroudome, Charleroi Speltid 1h:39 - Åskådare 500                  | Charleroi Volley  | 0 - 3 | CV Logroño              | 16-25, 17-25, 19-25               |
| 9 februari 2017 LTV AEL, Limassol Speltid 1h:00 - Åskådare 500                      | AEL Limassol      | 0 - 3 | NUC Volleyball          | 13-25, 15-25, 22-25               |
| 8 februari 2017 Pitkäjärven liikuntahalli, Kangasala Speltid 1h:24 - Åskådare 465   | LP Kangasala      | 0 - 3 | Schweriner SC           | 21-25, 16-25, 20-25               |
| 7 februari 2017 Vasas Sportcsarnok, Budapest Speltid 1h:47 - Åskådare 300           | Vasas SC          | 2 - 3 | Asterix Avo Beveren     | 25-19, 13-25, 13-25, 25-19, 10-25 |
| 7 februari 2017 Melina Merkourī Hall, Rentis Speltid 1h:57 - Åskådare 900           | Olympiakos SFP    | 3 - 2 | Çanakkale BSK           | 19-25, 25-17, 21-25, 25-14, 16-14 |
| 7 februari 2017 Městská Hala Vodova, Brno Speltid 1h:48 - Åskådare 150              | VK Královo Pole   | 1 - 3 | TJ Ostrava              | 25-12, 20-25, 19-25, 19-25        |
| 8 februari 2017 Gradska Dvorana, Kaštel Gomilica Speltid 1h:00 - Åskådare 165       | OK Marina Kaštela | 0 - 3 | ZHVK Jenisej            | 21-25, 18-25, 5-25                |

#### Kvalificerade lag
- Bursa BBSK
- Olympiakos SFP
- Asterix Avo Beveren
- ZHVK Jenisej
- CV Logroño
- NUC Volleyball
- TJ Ostrava
- Schweriner SC

### Kvartsfinaler

#### Match 1
| 23 februari 2017 Palacio de La Rioja, Logroño Speltid 1h:44 - Åskådare 2 000               | CV Logroño          | 1 - 3 | Bursa BBSK     | 15-25, 25-27, 25-19, 21-25        |
| 23 februari 2017 Halle de Sports de la Riveraine, Neuchâtel Speltid 1h:22 - Åskådare 1 425 | NUC Volleyball      | 0 - 3 | Schweriner SC  | 21-25, 20-25, 22-25               |
| 22 februari 2017 De Meerminnen, Beveren Speltid 1h:58 - Åskådare 450                       | Asterix Avo Beveren | 2 - 3 | Olympiakos SFP | 22-25, 25-11, 25-19, 20-25, 12-15 |
| 22 februari 2017 Tělovýchovná jednota Ostrava, Ostrava Speltid 1h:43 - Åskådare 350        | TJ Ostrava          | 1 - 3 | ZHVK Jenisej   | 16-25, 23-25, 25-22, 15-25        |

#### Match 2
| 7 mars 2017 Cengiz Göllü Kapalı Spor Salonu, Bursa Speltid 1h:08 - Åskådare 137 | Bursa BBSK     | 3 - 0 | CV Logroño          | 25-18, 25-12, 25-18        |
| 9 mars 2017 ARENA Schwerin, Schwerin Speltid 1h:05 - Åskådare 1 570             | Schweriner SC  | 3 - 0 | NUC Volleyball      | 25-15, 25-15, 25-20        |
| 8 mars 2017 Melina Merkourī Hall, Rentis Speltid 1h:47 - Åskådare 900           | Olympiakos SFP | 3 - 1 | Asterix Avo Beveren | 25-18, 25-16, 19-25, 25-21 |
| 7 mars 2017 Dom Sporta imeni Dvorkina, Krasnojarsk Speltid 1h:19 - Åskådare 250 | ZHVK Jenisej   | 3 - 0 | TJ Ostrava          | 25-23, 25-20, 26-24        |

#### Kvalificerade lag
- Bursa BBSK
- Olympiakos SFP
- ZHVK Jenisej
- Schweriner SC

### Semifinaler

#### Match 1
| 29 mars 2017 ARENA Schwerin, Schwerin Speltid 1h:56 - Åskådare 1 776     | Schweriner SC  | 1 - 3 | Bursa BBSK   | 22-25, 28-30, 25-21, 20-25 |
| 29 mars 2017 Melina Merkourī Hall, Rentis Speltid 1h:43 - Åskådare 1 800 | Olympiakos SFP | 3 - 1 | ZHVK Jenisej | 25-15, 18-25, 25-17, 27-25 |

#### Match 2
| 2 april 2017 Cengiz Göllü Kapalı Spor Salonu, Bursa Speltid 1h:53 - Åskådare 3 000 | Bursa BBSK   | 2 - 3 | Schweriner SC  | 25-23, 25-17, 18-25, 16-25, 14-16     |
| 2 april 2017 Dom Sporta imeni Dvorkina, Krasnojarsk Speltid 1h:28 - Åskådare 1 000 | ZHVK Jenisej | 3 - 0 | Olympiakos SFP | 25-21, 25-11, 25-23 Golden set: 13-15 |

#### Kvalificerade lag
- Bursa BBSK
- Olympiakos SFP

### Final

#### Match 1
| 12 april 2017 Melina Merkourī Hall, Rentis Speltid 1h:58 - Åskådare 2 000 | Olympiakos SFP | 3 - 2 | Bursa BBSK | 18-25, 15-25, 25-20, 25-19, 15-10 |

#### Match 2
| 16 april 2017 Cengiz Göllü Kapalı Spor Salonu, Bursa Speltid 1h:22 - Åskådare 4 000 | Bursa BBSK | 3 - 0 | Olympiakos SFP | 25-15, 25-16, 25-23 |

#### Mästare
- Bursa BBSK